# 1930年の相撲
1930年の相撲（1930ねんのすもう）は、1930年の相撲関係のできごとについて述べる。
1929年-1930年-1931年

## できごと
- 10月、横綱・常ノ花引退[1]。大関・豊國引退[2]。

## 本場所
- 1月場所
  - 幕内最高優勝：豊國福馬（井筒部屋） - 9勝2敗（3場所ぶり2回目）[3]
- 3月場所
  - 幕内最高優勝：常ノ花寛市（出羽海部屋） - 10勝1敗（2場所ぶり10回目）[3]
- 5月場所
  - 幕内最高優勝：山錦善治郎（出羽海部屋） - 11戦全勝（初優勝）[3]
- 10月場所
  - 幕内最高優勝：玉錦三右エ門（二所ノ関部屋） - 9勝2敗（7場所ぶり2回目）[3]

## 誕生
- 1月21日 - 鯉ノ勢寅雄（最高位：前頭12枚目、所属：朝日山部屋）[4]
- 3月3日 - 双ツ龍徳義（最高位：前頭筆頭、所属：時津風部屋、+ 2006年【平成18年】）[5]
- 3月11日 - 大潮英雄（最高位：十両9枚目、所属：陸奥部屋）
- 3月15日 - 柏龍成彦（最高位：十両17枚目、所属：錦島部屋→伊勢ノ海部屋、+ 1992年【平成4年】）
- 3月19日 - 永男（元・三役呼出、所属：二所ノ関部屋、+ 2012年【平成24年】）
- 3月20日 - 福緑正義（最高位：十両15枚目、所属：立浪部屋、+ 2018年【平成30年】）
- 4月28日 - 福ノ海七男（最高位：前頭10枚目、所属：朝日山部屋、+ 1995年【平成7年】）[6]
- 7月30日 - 照美山英實（最高位：十両10枚目、所属：伊勢ヶ濱部屋→荒磯部屋、+ 1971年【昭和46年】）
- 8月2日 - 太刀風義経（最高位：前頭20枚目、所属：井筒部屋）[7]
- 8月18日 - 善三郎（元・副立呼出、所属：春日野部屋）
- 9月5日 - 高瀬山清（最高位：十両17枚目、所属：若松部屋→西岩部屋→若松部屋、+ 1985年【昭和60年】）
- 11月24日 - 若前田英一朗（最高位：関脇、所属：高砂部屋、+ 2007年【平成19年】）[8]
- 12月17日 - 寛吉（元・立呼出、所属：時津風部屋、+ 2008年【平成20年】）

## 死去
- 1月16日 - 伊吹山末吉（最高位：前頭11枚目、所属：入間川部屋→出羽海部屋、* 1895年【明治28年】）[9]
- 9月3日 - 響矢由太郎（最高位：前頭4枚目（大阪大関）、所属：友綱部屋、年寄：岩友、* 1872年【明治5年】）
- 11月7日 - 大木戸森右エ門（第23代横綱（大阪相撲）、* 1876年【明治9年】）[10]